# Ana Cibeira
Ana Cibeira Vázquez es una filóloga, poeta y collagerista gallega.

## Trayectoria
Nacida en Caracas pero criada en Santiago de Compostela, vive en Madrid. Es autora de tres poemarios en gallego. Desde 2003 ha publicado poemas en diversas revistas y fanzines de todo el Estado, siendo incluidos en antologías de poesía española. Forma parte del Grupo Bilbao de poetas gallegos en Madrid. Es editora de fanzines artísticos y creó junto a Belinda Sobrado el sello underground Corazón Salvaxe, bajo el cual publicaron: Zapatiños motor, Rápido, rápido -junto al artista HAZ-, A vida violenta. Realizó exposiciones de collages, montajes fotográficos y videopoemas en festivales de la península.
Cibeira se interesó en la fusión de las artes, formó parte de la banda de collage musical Humor vítreo con José Atomizador (2010-2012), y desde 2014 mantuvo el proyecto Simulacro con Ágata Ahora, donde se vierte la recitación de los textos literarios de su libro Secret Punk mezclándolos con música y otros sonidos, con una clara intención transmedia para que el resultado supere lo literario.
Filóloga de formación, escribe reseñas literarias en diferentes medios y colabora en proyectos de edición, traducción y organización de talleres literarios, además de trabajar como profesora de literatura y librera.
Ideó y dirige el ciclo de recitales de poesía en Tinta Roja, donde la poesía gallega tiene un papel protagonista. Forma parte del equipo de la revista radiofónica Sangre Fuchsia (Radio Ágora Sol / Eskalera Karakola) de la que es cofundadora.

## Obras

### Poesía
- Pintalabios, Toxosoutos, 2011
- A morta, Barbantesa, 2012
- Papilas analógicas. Paisaxe sur text (libro colectivo con Davidia Martín Saornil & Elia Maqueda), Progresele/ Diminutos Salvamentos, 2014

### Antologías
- Letras novas, Asociación de Escritores en Lingua Galega, 2008
- Marés nos pousos do café. Mostra de poetas de expresión galega en Madriddo (Grupo Bilbao), Edición de Xavier Frías, 2010
- Sétimo andar, poesía alén, A porta verde do sétimo andar, 2010
- Pegadas, A porta verde do sétimo andar, 2011
- Madrid foi unha praia de baleas entre néboas. Poemario colectivo do Grupo Bilbao, Edición de Xavier Frías, 2011
- Bilbao. Antoloxía de poesía galega en Madrid (Bilingüe), Editorial Amargord, 2012
- Esferografías. Poemario colectivo do Grupo Bilbao, Lastura Ediciones, 2014
- Fisterras. Antoloxía do Grupo Bilbao, Lastura Ediciones, 2015.

### Ilustración
- Xoguetes póstumos, de Emma Pedreira, 2010, Caldeirón.
- Desobediencia de Rosa Enríquez, A porta verde do sétimo andar, 2011.
- Vitalie Rimbaud. Viaje a Londres, Edición de David González,Baile del Sol, 2012.

## Obras traducidas al español.

### Antologías
- Transgeneración 1.0. Encuentro de jóvenes poetas españolas, Centro Cultural Generación del 27, 2007.
- Bilbao. Antología de poesía galega en Madrid (Bilingüe), Editorial Amargord, 2012.
- Guía viva de ortodoxos y heterodoxos en la poesía contemporánea gallega, Edición de Antonino Nieto, Endymion, 2012.
- Serial. Antología poética sobre series de televisión, Edición de Ana Santos Payán y Luna Miguel, El Gaviero, 2014.